# Percina fulvitaenia
Percina fulvitaenia és una espècie de peix pertanyent a la família dels pèrcids present als Estats Units. És un peix d'aigua dolça, bentopelàgic i de clima subtropical. És inofensiu per als humans.